# Hiawassee
La ville de Hiawassee est le siège du comté de Towns, dans l’État de Géorgie, aux États-Unis. Elle comptait 808 habitants lors du recensement de 2000.

## Démographie
| 1880 | 1910 | 1920 | 1930 | 1940 | 1950 |
| ---- | ---- | ---- | ---- | ---- | ---- |
| 104  | 226  | 146  | 169  | 163  | 375  |

| 1960 | 1970 | 1980 | 1990 | 2000 | 2010 |
| ---- | ---- | ---- | ---- | ---- | ---- |
| 455  | 415  | 491  | 547  | 808  | 880  |

## Source
- (en) Cet article est partiellement ou en totalité issu de l’article de Wikipédia en anglais intitulé « Hiawassee, Georgia » (voir la liste des auteurs).